# Palawanblauwrug
De palawanblauwrug (Irena tweeddalii) is een middelgrote zangvogel. De vogel werd in 1877 door Richard Bowdler Sharpe als aparte soort geldig beschreven, maar later als ondersoort gedocumenteerd van de Indische blauwrug (I. puella). Volgens DNA-onderzoek, gepubliceerd in 2012 vormt deze soort toch een eigen clade en kan daarom (weer) als soort worden beschouwd. Het is een voor uitsterven gevoelige, endemische bosvogel op het Filipijnse eiland Palawan.

## Kenmerken
De vogel is 21-25 cm. lang. De vogel lijkt sterk op de Indische blauwrug, ook een opvallende blauwgekleurde vogel. Het blauw op de rug is echter is helderder. Verder is de staart wat korter en meer zwart van kleur dan bij de Indische soort.

## Verspreiding en leefgebied
De vogel komt alleen voor op Palawan. Het leefgebied is ongerept laagland regenwoud tot op 700 meter boven zeeniveau.

## Status
De grootte van de populatie is niet gekwantificeerd. Er is aanleiding te veronderstellen dat de soort in aantal achteruit gaat door ontbossing. Daarom staat de palawanblauwrug als gevoelig op de Rode Lijst van de IUCN.